# فرانك ليزلي هوارد
فرانك ليزلي هوارد (بالإنجليزية: Frank Leslie Howard) هو أخصائي فطريات أمريكي، ولد في 11 يونيو 1903، وتوفي في 11 يناير 1997.